# Ochrotrigona quadratifera
Ochrotrigona quadratifera là một loài bướm đêm trong họ Noctuidae.